# Hieracium elassonanthelum
Hieracium elassonanthelum es una especie de planta con flor del género Hieracium, de la familia Asteraceae, orden Asterales.

## Distribución
Hieracium elassonanthelum se distribuye por Noruega.

## Taxonomía
Fue descrita científicamente por Omang. Fue publicada en Hierac. Norweg.